# الأجنحة الصينية
الأجنحة الصينية مسلسل رسوم متحركة فرنسي. عرض لأول مره في عام 1999. دبلج المسلسل للعربية بواسطة مركز الزهرة وعرض على قناة سبيس تون.

## وصلات خارجية
- الأجنحة الصينية على موقع IMDb (الإنجليزية)
- الأجنحة الصينية على موقع كينوبويسك (الروسية)
- الأجنحة الصينية على موقع ألو سيني (الفرنسية)
- الأجنحة الصينية على موقع قاعدة بيانات الفيلم (الإنجليزية)